# فمینیسم در اسرائیل
فمینیسم در اسرائیل به دلیل ساختار جمعیتی متنوع این کشور و توازن خاص مذهب و مسائل دولتی، در جامعه معاصر اسرائیل موضوع پیچیده‌ای محسوب می‌شود. برای زنان سکولار اسرائیلی، کمپین‌های پی‌درپی برای حقوق و برابری زنان منعکس‌کنندهٔ جدول زمانی و پیشرفتی مشابه دموکراسی‌های غربی است. با این‌حال، برای اعراب اسرائیل، موضوع فمینیسم به شدت با اهداف فلسطین مرتبط است و برای یهودیان ارتدوکس، بخشی از حقوق زنان و نمایندگی زنان در پارلمان اسرائیل موضوعاتی است که اخیراً مورد بحث قرار گرفته‌است.

## توسعه تاریخی

### موج اول
تجلیات موج اول فمینیسم در اسرائیل قبل از تشکیل کشور، در دوره یشوف آغاز شد. این مبارزات اولیه ریشه در ایدئولوژی سوسیالیسم اسرائیل داشت. یکی از مؤلفه‌های این دوره زنانی هستند که عمدتاً در کیبوتس مشغول کشاورزی بوده و در درون احزاب کارگری به دنبال برابری با مردان بوده‌اند. در حالی که موج اول فمینیسم اسرائیل تا دهه ۱۹۲۰ به اوج خود نرسید، تلاش‌هایی مانند آنچه در انقلاب ۱۸۸۶ انجام شد، که در آن زنان محلی برای به دست آوردن حق رأی در مؤسسات یشوف تلاش کردند که گفته می‌شود که جرقه ظهور فمینیسم در حوزه خاورمیانه را به همراه داشت. در سال ۱۹۲۷ بود که زنان حق رای در جوامع یهودی و قابلیت انتخاب‌شدن و خدمت در ادارات دولتی محلی را به دست آوردند.

### فمینیسم موج دوم
ظهور موج دوم فمینیسم در اسرائیل کمی بیشتر طول کشید. مسائل مربوط به نیاز به جنبش جدید حقوق زنان در اوایل دهه ۱۹۷۰ آغاز شد و در سال۱۹۷۲، اولین جنبش رادیکال زنان اسرائیل تأسیس شد. رویدادهای قابل‌توجه در آن دوران شامل تأسیس حزب سیاسی راتز (جنبش حقوق مدنی و صلح) است که در انتخابات پارلمانی ۱۹۷۳ چهار کرسی به دست آورد.
در این دوره، فعالان کلیدی نخستین، یهودیان آمریکایی ساکن اسرائیل بودند که جلسات آگاهی‌افزایی را در شهرهای بزرگ اسرائیل سازماندهی می‌کردند.

### فمینیسم در جامعه معاصر اسرائیل

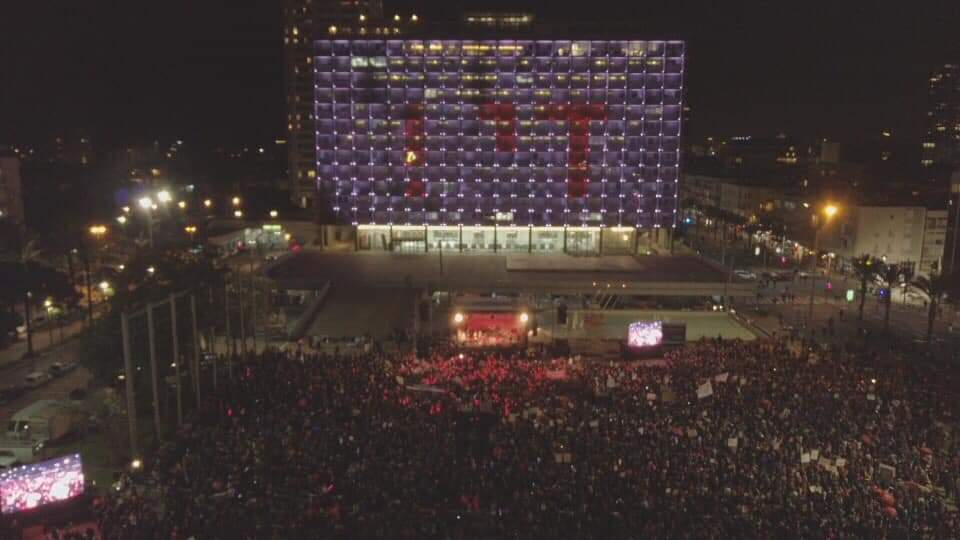
در سال ۲۰۱۸، ۳۰۰۰۰ زن معترض در تل آویو گرد هم آمدند تا به موضوع خشونت خانگی واکنش‌نشان‌دهند.

#### فمینیسم عرب اسرائیلی
فمینیسم اسراییلی عربی به دنبال فمینیسم موج دوم اسرائیل پدیدار شد و گفتمان مسلط را به عنوان نادیده‌گرفتن تبعیض مضاعف در نسبت با فلسطینیان اسرائیل مورد انتقاد قرار داد و خواستار راه رهایی آن‌ها شد. اقدامات اولیه آن‌ها مربوط به کار، تحصیل و خشونت‌خانگی بود. موضع کلی فمینیست‌های عرب اسرائیلی، استعماری‌ستیزی و همراهی با ملی‌گرایی  فلسطینی است؛ با این حال، به دلیل چندپارگی سازمانی داخلی هیچ «جنبش» فمینیستی‌ای تشکیل نشده‌است. در ادبیات فمینیستی عرب، موضوع رایج تبعیض مربوط به تجربیات دوران کودکی پسران و دختران در خانواده است.
آثار مربوط به این گرایش از فمینیسم تمایل دارد که تأثیر آن بر جامعهٔ دروزی اسرائیل را نادیده بگیرد.

#### فمینیسم مزراحی
با توسعه فمینیسم در جامعهٔ اسرائیل، تمایزی بین اشکال فمینیسم اشکنازی (یهودیان اروپایی الاصل) و مزراحی (یهودیان خاور میانه) پدید آمد. شکافی در خطوط قومی شکل گرفت، زیرا فعالان مزراحی احساس می‌کردند از جریان اصلی جنبش زنان طرد شده و به حاشیه رانده‌شده‌اند. اولین کنفرانس سالانه فمینیسم مزراحی در سال ۱۹۹۵ برگزار شد که نشانگر به رسمیت‌شناخته‌شدن رسمی فمینیسم مزراحی در اسرائیل بود.

#### فمینیسم ارتدوکس و حریدی
در سال ۱۹۸۱، شانا صفری(به عبری: חנה ספראי)، اولین مؤسسه مطالعه پیشرفته تلمود توسط زنان را تأسیس کرد، جایی که مدرسان برجسته ای مانند نهاما لیبوویتز و خاخام بنیامین لاو از اعضای هیئت علمی آن بودند. پس از افتتاح این مدرسه، مؤسسات آموزش عالی تورات برای زنان در اسرائیل در چهاردههٔ آینده گسترش‌یافت. در سال ۱۹۸۲ مطالعه‌ای منتشر شد که نشان می‌داد زنان مذهبی نیز باید در ارتش اسرائیل خدمت کنند. در سال ۲۰۰۲ آلوما تأسیس شد که به دختران مذهبی کمک می‌کند تا در ارتش اسرائیل از خدمات شایان‌توجهی بهره‌ببرند.
در جوامع یهودی حریدی، یکی از اولین تلاش‌های اساسی زنان مذهبی برای سازماندهی در امتداد خطوط سیاسی، تأسیس لو نیوخاروت، لو بوخاروت(به عبری: לא נבחרות, לא בוחרות,) (بدون کاندید، بدون رای) در سال ۲۰۱۲ بود که برای صدور اجازه کاندیداتوری به زنان و عضویت آن‌ها در احزاب سیاسی حریدی مبارزه کرد. ابتکار بعدی تأسیس حزب سیاسی اوبیزخوتان بود که توسط زنان حریدی سازماندهی شد.
موضوع مهمی که باعث تلاش برای حقوق زنان ارتدوکس می‌شود، مسئله آگونوت یا موضوع زنانی که شوهرانشان طبق قوانین یهودی از طلاق امتناع می‌ورزند است.
فمینیسم حریدی هنوز گرایشی است که به‌کندی در حال ظهور است، اما با رویکردهای ارتدکس مدرن تفاوت دارد. تلاش‌های ارتدوکس مدرن و صهیونیسم مذهبی شامل مسائل مربوط به قوانین دینی مانند مسئله گروه‌های نماز زنان و دسترسی به مراسم عمومی مانند رقصیدن با طومار تورات در سیمحاط تورا است. در مقابل، فمینیسم حریدی به حوزه سیاسی توجه داشته و به محدودیت‌های موجود در حوزه‌های مربوط به مناسک مذهبی نمی‌پردازد.

## پاسخ‌های قانونی
دولت اسراییل روز جهانی زن را که توسط سازمان ملل‌متحد و دیگر کشورهای جهان مشخص شده‌است، برای بزرگداشت مبارزهٔ قانونی برای برابری زنان، گرامی می‌دارد. کنست کمیته ای در مورد وضعیت زنان و برابری جنسیتی ایجاد کرده‌است که مسئول ارتقای وضعیت زنان در امور اجتماعی، اقتصادی و سیاسی و رسیدگی به تبعیض جنسیتی در جامعهٔ اسرائیل است.